# 129335 Edwardlittle
129335 Edwardlittle è un asteroide della fascia principale. Scoperto nel 2005, presenta un'orbita caratterizzata da un semiasse maggiore pari a 2,2274207 UA e da un'eccentricità di 0,1570874, inclinata di 5,64229° rispetto all'eclittica.